# Guerra de Mocorón
A Guerra de Mocorón foi uma campanha militar do governo nicaraguense de Luis Somoza Debayle contra a República de Honduras para consolidar o poder e superar a crise após a execução de seu pai.

## Causas
Após a saída do ditador Anastasio Somoza, sentia-se um descontentamento social na Nicarágua, o que foi uma das principais preocupações do governo de Luis Somoza, filho do ditador, que procurou uma forma de desviar a atenção do público em geral, buscando enaltecer o nacionalismo nicaraguense. O mandatário da Nicarágua encontrou o pretexto ao rechaçar o Laudo Arbitral del Rey Alfonso XIII de España, de 23 de dezembro de 1906, assinado por ambos os países para estabelecer suas fronteiras.

## Princípios e operações
Antes da eclosão da guerra, os militares hondurenhos estavam modernizando o exército, adquiriram três Vought F4U Corsair, uma das aeronaves que estiveram operacionais na Segunda Guerra Mundial. Em 7 de março de 1957, a Junta Militar de Honduras enviou tropas do acampamento de Ahuas até a aldeia de Mocorón, perto da fronteira com a Nicarágua. O governo de Luis Somoza tentou fazer com que a OEA detivesse esse movimento de tropas, mas não teve sucesso. Em resposta, Somoza enviou 100 soldados das tropas de elite da Guarda Nacional que ocuparam a referida aldeia.
As autoridades hondurenhas declararam estado de emergência e denunciaram que as tropas nicaraguenses haviam invadido o território de Honduras. A mesma denúncia, mas em sentido contrário, foi feita por Luis Somoza em 1 de maio, data de sua posse, e seu primeiro ato de governo foi declarar guerra a Honduras.
Em 27 de abril de 1957, o governo hondurenho enviou um contingente de 75 soldados sob o comando do capitão Arnaldo Gómez Alas e do subtenente Efraín Sanabria Rubio, para recuperar Morocón. Em 30 de abril de 1957, soldados hondurenhos cercaram os nicaragüenses e, após uma curta batalha, conseguiram desalojá-los. Um papel fundamental foi desempenhado pelas aeronaves recém-adquiridas da Força Aérea Hondurenha (FAH).
Segundo relatos jornalísticos da época, houve dois soldados hondurenhos mortos: o sargento Longino Sánchez Díaz e o cabo Gregorio Hernández, o sargento José Ovidio Palacios ficou ferido. Por outro lado, a morte de 35 soldados nicaraguenses por hondurenhos nunca pôde ser confirmada. Fala-se de uma guerra de 23 dias, de 1 a 23 de maio, embora afirme-se que houve apenas um combate onde os dois exércitos trocaram tiros, com o lado hondurenho exultando como vencedor da referida contenda.

## Consequências
O nacionalismo reacionário eclodiu em Honduras e na Nicarágua. As rádios, principal meio de comunicação, exacerbaram os sentimentos de guerra. Voluntários se alistaram para ir à guerra na fronteira. Ao mesmo tempo, ocorre a destruição da embaixada de Honduras em Manágua.